# 市
市是一種行政区划单位，通常運用於城市，有時會另稱「建制市」以便與地理學或文化（約定俗成）上的都市區別。市建制基本反应其都市化水平和都市发展趋势。一個市通常會向下劃分為數個行政區，以方便政府之治理。
以下主要敘述漢字文化圈內之地區所定義的「市」。日本自1888年起在具有城市規模的地方實施市制，中國在民國建立後亦跟進採用，目前已廣泛於漢語圈使用。

## 中華民國
中華民國建國初期，尚未以「市」作為行政區劃。民国2年（1913年），清朝行政区划留存的「府、州、厅」俱废，改制為縣；當時曾有部分地方的縣推動市制，但皆被當時握有中央政權的北洋政府擋下。1921年，北洋政府恢复市制，但未廣泛推行；亦在同年，廣州市在护法军政府的治下成立。之後，全國各地實施市制的風氣漸盛，「市」才成為正式的行政區劃。政府播遷臺灣之後又經數次修正法規，始成今日三種不同的級別「市」。

### 分類及現況
現行市制的法源依據為1999年通過之《地方制度法》，其中規定「市」依層級與權限不同而分為三個類型，均為地方自治團體：
- 直轄市：舊稱「院轄市」，由行政院管轄，與省同級。目前設有臺北市、新北市、桃園市、臺中市、臺南市、高雄市等6個。
- 市：舊稱「省轄市」，屬於省之轄下，省虛級化後由行政院在實務上直轄，與縣同級。目前設有基隆市、新竹市、嘉義市等3個。
- 縣轄市：由縣管轄，與鄉、鎮同級。目前全國設有14個。

### 設置標準
按目前《地方制度法》規定如下:
- 人口聚居達一百二十五萬人以上，且在政治、經濟、文化及都會區域發展上，有特殊需要之地區得設直轄市。(但縣市合併後，實際執行上概以兩百萬人為門檻，然而臺南市例外。)
- 人口聚居達五十萬人以上未滿一百二十五萬人，且在政治、經濟及文化上地位重要之地區，得設市。
- 人口聚居達十萬人以上未滿五十萬人，且工商發達、自治財源充裕、交通便利及公共設施完全之地區，得設縣轄市。

《地方制度法》施行前已設之直轄市、市及縣轄市，得不適用上述之規定。

## 中華人民共和國
1949年中华人民共和国建立後，初期維持民國時代的省轄市與中央直轄市，日後經過多次改制，「市」的層級已漸趨複雜。

### 行政区划分類
现时，中華人民共和國境內的“市”，按民政部统计的行政区划类别分為以下类型：
- 直辖市，属于省级行政区，属第一级地方行政区，是省级市。
- 地级市，属于地级行政区，是四级行政区划制度的第二级，由省级政府直辖，級別相當於清代的府；1983年“地区级行政区划改革”以前的同一行政地位的市称为“省轄市”（Provincial city）。地区级市是1983年地区级行政区划改革以后的建制市，一般在市内设区，但也有例外，如广东省的东莞市、甘肃省的嘉峪关市等。
- 县级市，属于县级行政区，属四级行政区划制度的第三级、三级行政区划制度的第二级，在法律上属省级政府直辖，但实际上多为其曾属的地区所改制的地区级市代管。县级市为1983年“地区级行政区划改革”以后对行政地位与县相同的建制市的称谓；之前多被称为“地区辖市”或“地区管市”，专区改称为地区之前，称为“专区辖市”或“专区管市”。

### 其他
- 较大的市，1954年《宪法》条文上首次写入，现行《宪法》（1982年颁布）规定，国务院行使批准市的建置和区域划分的职权，较大的市的行政区域划分为区、县。按照现行区划的分类，较大的市层次上介于省（自治区）与县之间，属于地级市。[註 2]
- 副省级市（又称副省级城市），是指城市人民政府行政级别为副省部级的地级市。该制度正式施行于1994年2月25日，其前身为计划单列市。副省级市是指城市的“行政级别”，不是指城市的“行政区划类别”（副省级城市的行政区划类别仍属地级市）。副省级城市市委书记、市人大常委会主任、市人民政府市长、市政协主席的行政级别是副省部级，职务列入《中共中央管理的干部职务名称表》，其职务任免由省委报中共中央审批；副省级城市人民政府工作部门、市辖区人民政府的行政级别是副厅级，市人民政府工作部门内设机构、市辖区所辖街道办事处的行政级别是正处级。
- 计划单列市，全称“国家社会与经济发展计划单列市”，是省级单位对所辖大城市下放部分经济管理权限的城市。在计划经济时代，计划单列市的计划指标在所在省的指标内单独列出。但是，计划单列市仍保留省辖市的行政地位，继续接受所在省级行政区的领导。

### 香港、澳門
中國的兩個特別行政區——香港及澳門，由於其城邦特性導致轄區較其他同級行政區為小，因此並沒有以「市」冠名的行政區劃。
香港只在某些情況下以「市」代指新市鎮。不少新市鎮都有固定範圍的「市中心」（城鎮中心），如沙田市中心、屯門市中心、天水圍市中心；一些新市鎮之內，但地理上與其他地方分隔的也有自己的市中心，如青衣市中心、馬鞍山市中心。
澳門在葡萄牙管轄時期，全境共劃分為澳門市（即澳門半島）、海島市（即氹仔、路環）兩個市，1999年回歸後廢除。但和香港一樣有著市中心（市區）的劃定。

## 日本

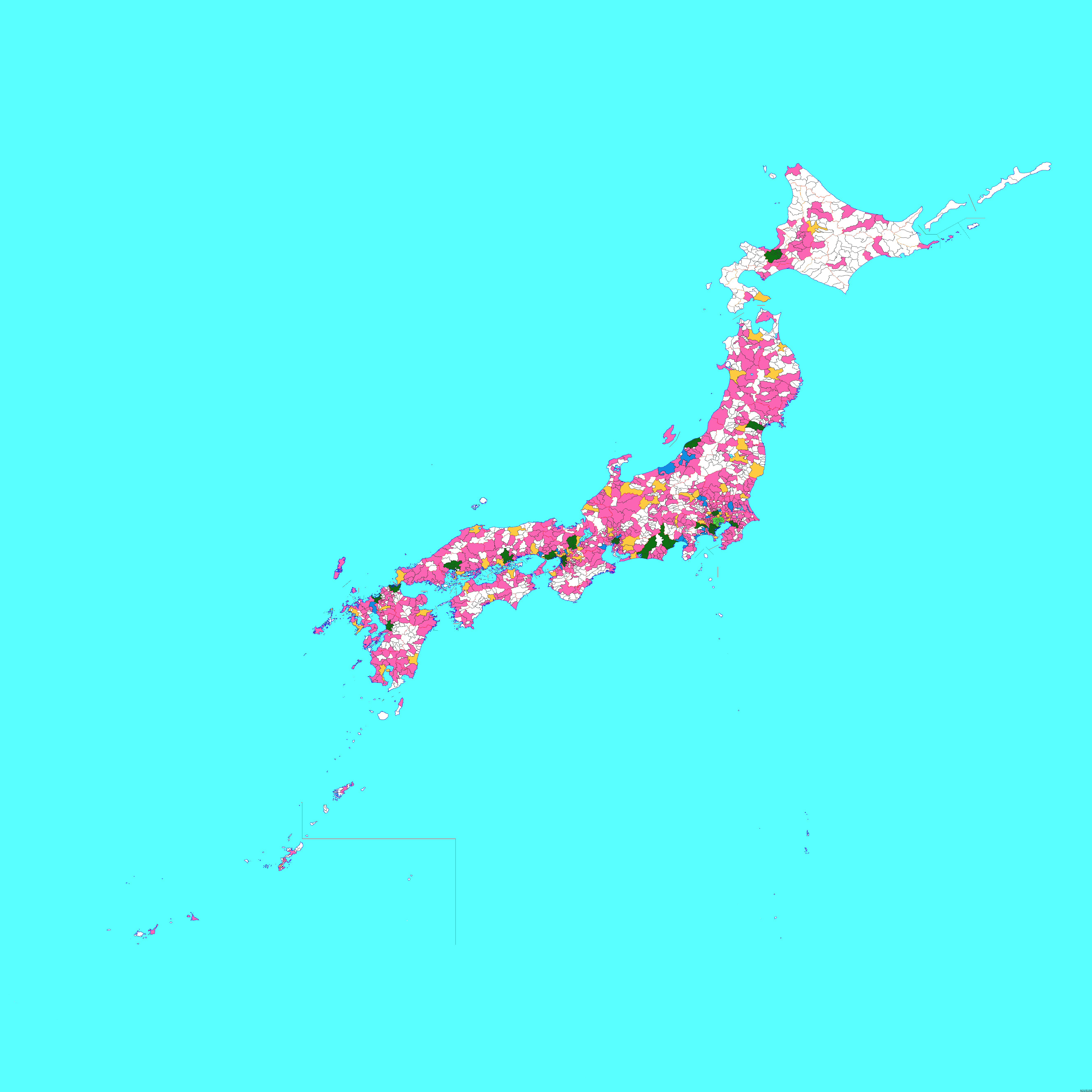
日本的市

中古時期的日本，在工商繁榮的人口聚集地設「町」，農民居住的聚落則設「村」。進入明治時期後，日本政府於明治11年（1878年）7月制定《郡區町村編制法》，在人口密集地或交通要地設「區」。
明治21年（1888年）4月1日，日本開始實施市制，「市」做為行政區劃開始出現，當時有首都東京等37個都市施行。二戰結束前，日本亦在台灣、樺太、關東州等外地實施市制（如「台灣市制」），但朝鮮沒有實施市制，而是以「府」代之。
昭和22年（1947年）通過《地方自治法》後，改以該法做為「市」設置的法源依據，並持續迄今。
日本自1889年實施市町村制度以來，政府方面一直鼓勵市町村間的合併，其中首要的是合併升格為市；加上升格成市能獲得較多的資源與權力下放，所以市的數量越來越多，町、村的數量則逐漸減少。因為町、村常被鼓勵合併到鄰近的市裡面，所以現在部分的市，城區範圍可能不大，但卻擁有幅員相對遼闊的鄉村或原野地帶。

### 設置標準
根據《地方自治法》，「市」是次於都道府縣的「地方公共團體」，乃第二級的行政區劃，與町、村同級。「市」的設置要有以下條件：
1. 原則上，人口在5萬以上者。
2. 市區的戶口數目佔全區域的六成以上。
3. 從事工商業的人口必須佔全部勞動人口的六成以上。
4. 其他符合各都道府縣內相關條例者。

### 分類
「市」根據地方自治權限的不同而分為四個類型：
- 政令指定都市，擁有最多的地方自治權限。類似中國的副省级城市。
- 中核市，擁有次多的地方自治權限。
- 特例市，擁有比一般「市」要多的地方自治權限。惟此制度已在2015年4月1日起被廢除，現有之特例市則暫時以「施行時特例市」維持舊制。
- 市，擁有最少的地方自治權限。

## 大韓民國
在大韩民国，以“市”冠名的行政区域类型有：
- 特別市（韓語：특별시） - 屬於第一级行政區。僅設有1個，即首都首爾特別市。
- 廣域市（韓語：광역시） - 屬於第一级行政區，人口達100萬可設置。共設有6個。
- 特別自治市（韓語：특별자치시） - 最新出現的第一級行政區。僅設有1個，即世宗市。
- 特定市（朝鲜语：특정시） - 屬於第二級行政區，人口達50萬可設置。共設有15個。
- 行政市（朝鲜语：행정시） - 屬於第二級行政區，是特別針對濟州特別自治道設置。共設有2個，即濟州市與西歸浦市。
- 市 - 屬於第二级行政區，置於道之下，人口達15萬可設置。

## 朝鮮民主主義人民共和國
在朝鮮民主主義人民共和國，以“市”冠名的行政区域类型有：
- 直轄市（韓語：직할시），屬於第一级行政区。僅設有1個，即平壤直轄市。
- 特別市（韓語：특별시），屬於第一级行政区。設有2個，即羅先特別市與南浦特別市。
- 特級市（韓語：특급시），屬於第二级行政区，置於道之下。僅設有1個，即开城特级市。
- 市，屬於第二级行政区，置於道之下。

## 越南
在越南，以“市”冠名的行政区域类型有：
- 直轄市（越南语：／），屬於第一级行政区。共設有5個。
- 省轄市（越南语：／），屬於第二级行政区。共設有68個。
- 市社（越南语：／），與省轄市同屬第二級行政區，中國大陸通常譯作“縣轄市”，共設有50個。